# Акжальська селищна адміністрація
Акжа́льська селищна адміністрація (каз. Ақжал кенттік әкімдігі, рос. Акжалская поселковая администрация) — адміністративна одиниця у складі Шетського району Карагандинської області Казахстану. Адміністративний центр — селище Акжал.
Населення — 3622 особи (2021; 3875 у 2009, 3969 у 1999, 4642 у 1989).
Станом на 1989 рік існували Акжальська селищна рада (смт Акжал) та Карабулацька сільська рада (села Акжартас, Акшоки) ліквідованого Агадирського району. 2010 року було утворено нове село Аякші.

## Склад
До складу округу входять такі населені пункти:
| Населений пункт | Населення, осіб (1989) | Населення, осіб (1999) | Населення, осіб (2009) | Населення, осіб (2021) |
| --------------- | ---------------------- | ---------------------- | ---------------------- | ---------------------- |
| Акжал, селище   | 3451                   | 3374                   | 3397                   | 3405                   |
| Акжартас, село  | 1018                   | 595                    | 478                    | 172                    |
| Акшоки, село    | 173                    | -                      | -                      | -                      |
| Аякші, село     | -                      | -                      | -                      | 45                     |